# Come again
Come Again, sweet love doth now invite (Ven de nuevo, dulce amor ahora invita) es una canción de John Dowland. La letra es anónima. Puede ser interpretada por voz solista acompañada de laúd o por un grupo vocal, típicamente SATB. La canción es dulce y amarga al mismo tiempo, típica de Dowland que cultivó un estilo melancólico. También es una homofonía.
Fue publicada por primera vez en 1597 en su «First Booke of Songes or Ayres».

## Letra
| Inglés antiguo | Traducción |
| --- | --- |

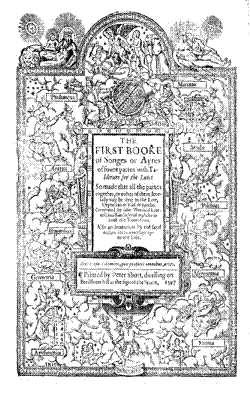
Portada del First Booke of Songes or Ayres, donde se publicó la obra en 1597

| Come again! sweet love doth now invite Thy graces that refrain To do me due delight, To see, to hear, to touch, to kiss, to die, With thee again in sweetest sympathy.                     | Ven de nuevo, dulce amor ahora invita a tus gracias que se abstienen de causarme deleite, a ver, escuchar, tocar, besar, morir, contigo en la más dulce simpatía.                                        |
| Come again! that I may cease to mourn Through thy unkind disdain; For now left and forlorn I sit, I sigh, I weep, I faint, I die In deadly pain and endless misery.                        | Ven de nuevo, así puedo dejar de llorar, por tu cruel desdén. Ahora me siento abandonado y triste Me siento, suspiro, lloro, me desmayo, muero, en el dolor mortal y la miseria sin fin.                 |
| All the day the sun that lends me shine By frowns doth cause me pine And feeds me with delay; Her smiles, my springs that makes my joy to grow, Her frowns the winter of my woe.           | Todo el día el sol que me da brillo, frunce el ceño haciéndome penar Y me alienta con demora; Su sonrisa, el manantial que hace crecer mi alegría, su ceño fruncido el invierno de mi aflicción.         |
| All the night my sleeps are full of dreams, My eyes are full of streams. My heart takes no delight To see the fruits and joys that some do find And mark the stormes are me assign'd.      | Todas las noches mi dormir está lleno de sueños, mis ojos plenos de arroyos, mi corazón sin deleite, para ver los frutos y la alegría que otros hallan, y muestran las tormentas que se me han asignado. |
| Out alas, my faith is ever true, Yet will she never rue Nor yield me any grace; Her Eyes of fire, her heart of flint is made, Whom tears nor truth may once invade.                        | Pero, ay, mi fe es siempre verdadera, aunque nunca se lamenta tampoco me dio gracia alguna; sus ojos de fuego, su corazón hecho de piedra, cuyas lágrimas ni la verdad pueden invadir.                   |
| Gentle Love, draw forth thy wounding dart, Thou canst not pierce her heart; For I, that do approve By sighs and tears more hot than are thy shafts Do tempt while she for triumphs laughs. | Tierno amor, arranca tu dardo hiriente, porque no puedes perforar su corazón; yo, que me empeño con suspiros y lágrimas más calientes que tu flecha lo intento mientras ella ríe triunfante.             |